# Forschungszentrum für Molekulare Medizin

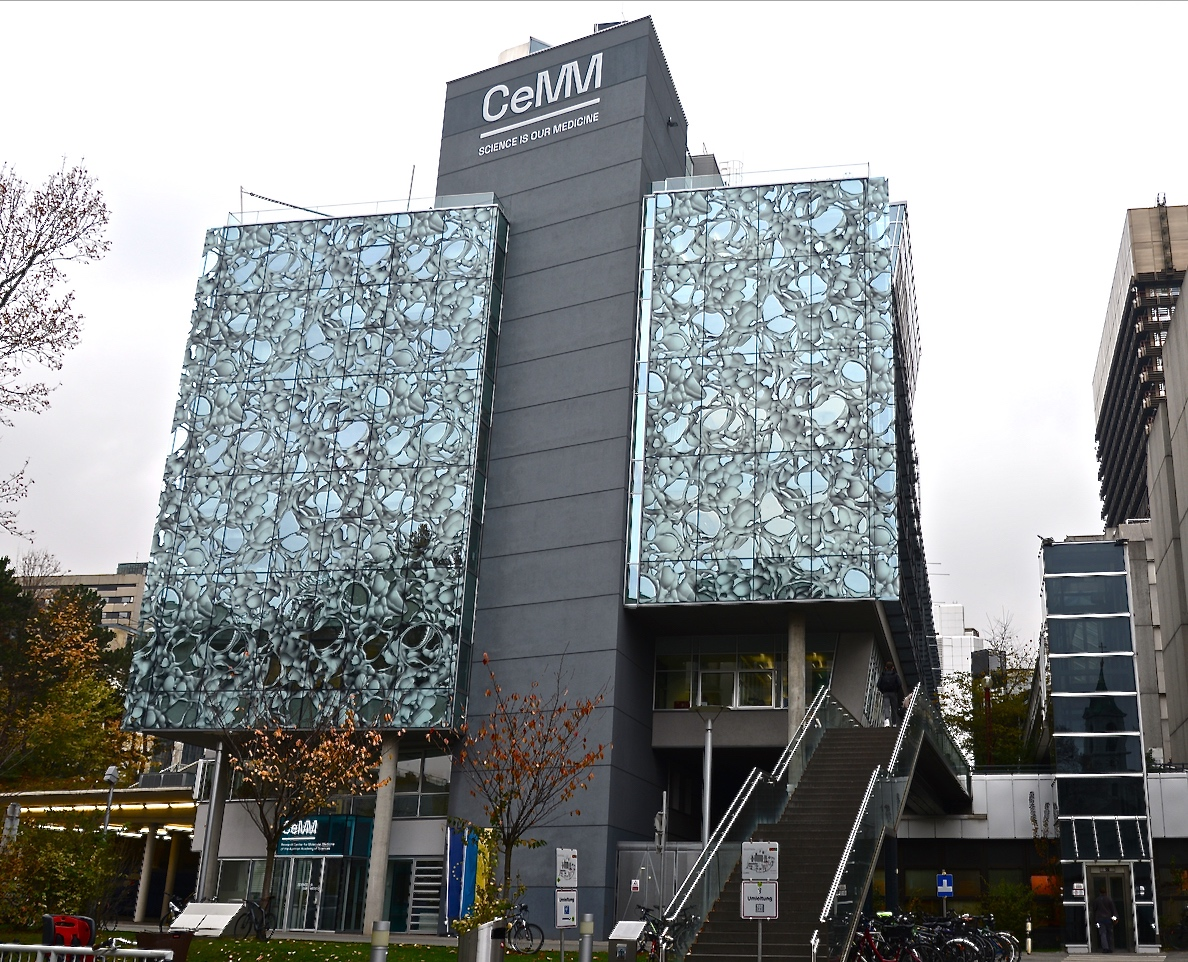
Fassade von Peter Kogler am Research Center for Molecular Medicine of the Austrian Academy of Sciences (CeMM)

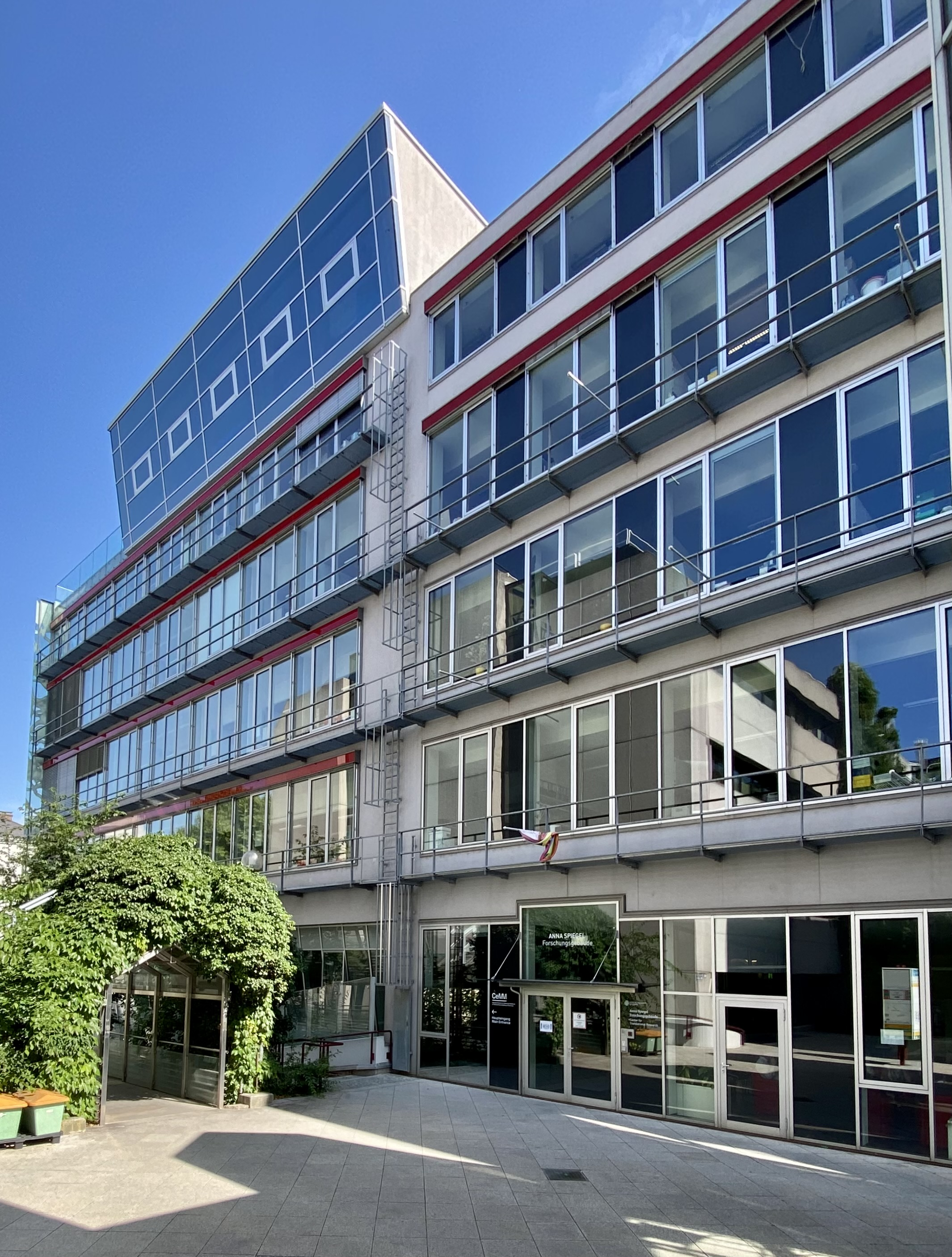
CeMM (links) gesehen vom Anna Spiegel Forschungsgebäude (rechts)

Das CeMM Forschungszentrum für Molekulare Medizin ist eine interdisziplinäre Forschungseinrichtung für molekulare Medizin und entwickelt diagnostische und therapeutische Ansätze. Die Forschungsschwerpunkte sind Krebs, Entzündungen und Immundefekte.
Das CeMM ist eine Einrichtung der Österreichischen Akademie der Wissenschaften (ÖAW) und wurde im Juli 2000 gegründet. 2005 wurde Giulio Superti-Furga zum Wissenschaftlichen Direktor bestellt. Das Forschungsgebäude des Institutes befindet sich am Campus der Medizinischen Universität und des Allgemeinen Krankenhauses in Wien und wurde in Verlängerung des Anna Spiegel Forschungszentrums ab 2002 von Architekt Ernst M. Kopper geplant und 2010 den Nutzern übergeben. Es hat eine Nutzfläche von 3.600 m².
Die gesamte Nordfassade wurde vom Künstler Peter Kogler gestaltet.
Im Dachgeschoß wurde statt des ursprünglich geplanten Leitungsbüros ein Raum für kreative Kommunikation, die sogenannte CeMM Brain Lounge, vom Designbüro Walking-Chair Design Studio eingerichtet.
Das Institut besteht aus 10 Kernarbeitsgruppen und 9 Zusatzgruppen. Die Einrichtung wurde als unabhängiges Forschungsinstitut mit Verbindung zur Medizinischen Universität Wien eingerichtet. Dadurch soll ein enger Austausch von Studenten und Postdoktoranden angeregt und die Integration der Mitglieder des Akademie-Instituts in den Forschungs- und Lehrbetrieb der Universität gewährleistet werden.